# 加藤紀文
加藤 紀文（かとう のりふみ、1948年〈昭和23年〉12月19日 - 2020年〈令和2年〉5月18日）は、日本の政治家。参議院議員（2期）を務めた。

## 来歴・人物
1971年に中央大学商学部卒業し、実父・加藤武徳岡山県知事の政務秘書に就任。父の下で参議院議員公設第一秘書や自治大臣秘書官を歴任した。
父の引退に伴い、1992年の第16回参議院議員通常選挙に、岡山県選挙区へ自由民主党公認で出馬し初当選。派閥は叔父の加藤六月が主宰する政眞会（加藤グループ）に属したが、翌1993年、叔父・六月ら加藤グループの議員が自民党を離党する際には、倉田寛之・宮里松正らと共にこれに同調せず自民党に残り、その後、渡辺派に加わった。
1995年8月、村山改造内閣で同じ岡山県選出である橋本龍太郎通産相の下で通産政務次官、1997年9月からは谷垣禎一科学技術庁長官の下で科学技術政務次官を務めた。
1998年、第18回参議院議員通常選挙で再選。1999年、村上・亀井派の旗揚げに参加。2001年1月、参院経済産業委員会初代委員長。2002年10月、同じ岡山選出の参院議員である片山虎之助総務大臣の下で総務副大臣を務めた。
2004年、第20回参議院議員通常選挙で一人区となった岡山県選挙区で江田五月に惨敗し、落選した。
2019年5月21日発令の春の叙勲で、旭日重光章を受章。
2020年5月18日、骨髄異形成症候群のため倉敷市内の病院で死去。71歳没。死没日をもって正四位に叙される。

## 親族
- 妻との間に一男一女。
- 竹下派所属の加藤勝信は義理の従兄弟（妻は叔父・六月の娘）。